# 渋谷×文化ラジオ
『渋谷×文化ラジオ』（しぶや×ぶんかラジオ）は文化放送で2017年10月3日から2018年3月29日まで放送されたラジオの生ワイド番組。
この番組では、「音楽・演劇・映画・グルメ・レジャー」と、まさに「文化的な熱」が集中している東京・渋谷のその「エネルギー」を日替わりのパーソナリティが紹介するもので、「大きなテーマ」な事を取り上げることもあれば、「くだらない些細なこと」を取り上げることもあった。

## 放送時間
- 火 - 金曜 19:00 - 21:00（金曜のみ10月は21:30までの放送となった。なお、木曜は2018年1月4日より20:30までに短縮された。[2][3]）
  - なお、この時間帯のナイターオフ番組共通の事項であるが、年数回程度『田原総一朗 オフレコ!』のため休止となる場合があった。

## パーソナリティ
火曜・サンキュータツオと渋谷らくご
- サンキュータツオ
- 西川文野（あやの）アナ（アシスタント）

水曜・あべこうじのどういうこと?
- あべこうじ

木曜・高橋ちえ music with you!
- 高橋ちえ

本番組のみ、当枠終了後も30分の単独番組として、2018年4月6日（編成上は5日）より金曜2:00 - 2:30（木曜深夜）に放送された。その1年後の2019年4月2日（編成上は1日）より、15分番組に短縮の上で、火曜2:45 - 3:30（月曜深夜）に移動して、同年12月31日（編成上は30日）まで放送された。
金曜・勝地涼×笠原秀幸 ほっとけない金曜日
- 勝地涼
- 笠原秀幸

勝地と笠原は『ウェンズデープレミアム』や『ライオンズナイターSET UPスペシャル』で2016年から数回放送された特別番組『勝地涼×笠原秀幸 ほっとけないラジオ』で共演しており、事実上のレギュラー昇格となる。当枠終了後は再び、特番形式の『ほっとけないラジオ』を不定期に放送していた。

### 主なコーナー

#### 4曜日共通のコーナー
- 渋谷NOW

中継ディレクターが渋谷の街角から生中継する。
- 文化放送ニュース・天気予報・交通情報（警視庁交通管制センター）

#### 曜日別のコーナー
- 火曜のみのコーナー
  - 2017年10月3日 - 12月26日は「ご存知ですか?身近な病気（第2シーズン）」を放送（19:35 - 19:45に放送）。
- 水曜のみのコーナー
  - 2018年2月28日 - 3月28日まで「就職戦士ブンナビ!」を放送（19:40 - 19:50に放送）。

なお、4月以降は放送日・時間を変更して放送。[5]
- 金曜のみのコーナー
  - 2017年10月6日 - 12月22日は「C型肝炎に関するミニ番組」を放送（19:35 - 19:45に放送）。
  - なお、2018年1月中はフリーコーナーに用いられている（2018年2月以降は後述参照）。

### パーソナリティ代行など
出演者の都合や編成上の事情などでパーソナリティ代行が担当する日もある。ただし『田原総一朗 オフレコ!』については田原総一朗 オフレコ!スペシャルを参照のこと。
- 2017年10月24日「渋谷×文化ラジオスペシャル フジテレビアナウンサー三田友梨佳初めてのラジオ」
- 2018年1月3日「渋谷×文化ラジオスペシャル 武井壮のガッとしてビターン!」
- 2018年1月16日「渋谷×文化ラジオスペシャル フジテレビアナウンサー松村未央初めてのラジオ」
- 2018年3月7日 「渋谷×文化ラジオスペシャル フジテレビアナウンサー生野陽子初めてのラジオ」
  - 「フジテレビアナウンサー○○○○初めてのラジオ」では原則として文化放送の太田英明アナがアシスタントを務める。

## 番組の特徴
火曜
- ゲストなしで落語や漫談を放送していた。

水曜
- あべこうじの芸人仲間のほか、渋谷のことを知っているゲストも訪れていた。

木曜
- ミュージシャンを中心に呼んでいる。

金曜
- 勝地・笠原の仕事仲間を中心にゲストで呼んでいた。

## フロート番組

### 小野賢章のおののみ
2018年2月2日より3月23日まで金曜に放送されていた番組。放送時間は19:40 - 19:50の10分間。本編終了後には公式YouTubeチャンネルにて、未公開パートを含め特別動画が配信される。
なお、3月30日は内包先の番組が前日で終了した事により休止。このため、3月23日の第8回放送分のエンディングで、「番組は、4月8日より日曜18:45 - 19:00の15分番組として継続する」と発言があったが、2019年12月29日を以って単独番組としても終了した。
パーソナリティ
- 小野賢章